# 오장환
오장환(吳章煥, 1918년 5월 15일 ~ 1951년)은 한국의 시인이다. 서정주, 이용악과 함께 1930년대 시단의 3대 천재, 또는 삼재(三才)로 불렸다. 《낭만》, 《시인부락》, 《자오선》 동인으로 활동하면서 서정적인 시와 동시 등을 발표하였으나, 해방 이후 급격한 변화를 보이면서 현실 참여적인 시들을 창작하던 중 월북했다.

## 생애

### 생애 초반
충청북도 보은군 회인면 중앙리 140번지에서 오학근(吳學根)과 후처 한학수(韓學洙) 사이에서 출생하였다. 어려서 서당에서 한문을 수학하였고, 7살이 되던 1924년 회인공립보통학교에 입학하였다. 1927년 4월 30일 회인공립보통학교를 자퇴하고 5월 2일 안성공립보통학교로 전학하였다. 당시 박두진과 같은 반이었다. 5학년이 되던 1928년 동시 〈밤〉을 교내 학예부 아동문집에 실었다.
보통학교 졸업 후 중동학교 속성과를 수료하였으며, 14살이 되던 1931년 4월 1일 휘문고등보통학교에 입학하여 정지용을 사사(師事)하였다. 문예반에서 활동하며 1932년 《매일신보》에 〈조선의 아들〉과 〈발자취 찾아〉를 발표하였고, 교지 《휘문》에 시와 소설을 발표하다가 1933년 《조선문학》에 〈목욕간〉을 실으면서 문단에 정식으로 데뷔하였다.

### 유학과 방랑
1935년 1월 26일 휘문고등보통학교를 중퇴하고 일본으로 유학을 떠났다. 같은 해 4월 도쿄에 있는 지산 중학교(智山中學校)에 전입하였고, 이듬해 3월 수료하였다. 어린 나이에 데뷔한 그는 1930년대에 유행하던 모더니즘 경향을 따르며 작품 활동을 시작하였다. 1936년 11월 《낭만》과 《시인부락》 동인으로 참여하였고, 동인들과 교류하며 동인지 제작을 주도하였다. 그 해에 첫 시집 《종가》를 출판하려 하였으나, 〈전쟁〉의 검열로 무산되었다. 1937년 메이지 대학 전문부 문과 문예과 별과에 입학하였다. 이 시기 그는 《자오선》 동인으로 참여하였으며, 첫 시집 《성벽》을 자비출판하였다. 시론과 작가론을 집필하기 시작하였다.
1938년 7월 22일 아버지 오학근의 사망으로 메이지 대학을 중퇴하고 급히 유학을 마쳤다. 아버지의 유산으로 경성부 관훈정에 남만서방(南蠻書房)이라는 출판사 겸 서점을 차리고, 그곳에서 다양한 문인과 교류하였다. 두 번째 시집 《헌사》(1939년), 서정주의 《화사집》(1938년), 김광균의 《와사등》 모두 이곳에서 출판하였다. 1940년경에는 중국 일대를 방랑하다가 경성부 돈암정 105번지로 이사하였다. 1940년-41년에는 도쿄에서 사자업(寫字業)을 하며 가난하게 지냈고, 황달, 두통, 늑막염, 신장병 등을 앓았다. 수술 결정을 앞두고 있어 외출이 금지되었던 병상에서 광복을 맞이하였다.

### 광복 이후와 월북
1945년 10월 22일 인천에서 신예술가협회를 조직하였고, 1946년 2월 조선문학가동맹에 가입하였다. 1946년 5월 동향사에서 번역시집인 《예세닌 시집》을, 같은 해 7월 정음사에서 세 번째 시집인 《병든 서울》을 발간하였다. 1946년 12월 19일 장정인(張正仁)과 결혼하였다. 1947년 1월 아문각에서 6편의 시를 추가한 《성벽》의 개정 증보판을, 같은 해 6월 헌문사에서 네 번째 시집 《나 사는 곳》을 출간하였다. 이후 그는 좌익 계통에서 사회 참여적인 활동을 지속하였다.
1947년 6월 조선문화단체총연맹의 문화 대중화 운동인 문화공작대에 참여하여 경상남도 일대에서 활동하면서 민중의 지지를 받았으나, 국가의 검열과 공연 중지 시도, 그리고 폭탄 테러 등으로 활동이 여의치 않게 되고, 그 자신은 테러 피해를 입어 상해를 입고 구금되기도 하였다. 이에 치료와 이념 실현을 위하여 1947년 9월 이후 월북하였다. 월북 시기가 분명치 않은 것은 당시 오장환이 조선문학가동맹 등에 참가하여 활동하다가 테러로 다쳤을 때, 조선민주주의인민공화국에서 치료를 받다가 서울에서 활동하는 등 몇 차례 남북을 오간 사실이 있기 때문이다. 1948년 7월에 조선인민출판사에서 《남조선의 문학예술》을 출판하였고, 이후 조선민주주의인민공화국 남포의 소련 적십자병원에서 치료를 받다가 1948년 12월부터 이듬해 7월까지 모스크바의 시립 볼킨병원에서 요양하였다.
1950년 5월 소련 생활 당시의 체험을 담은 마지막 시집 《붉은 기》를 조선민주주의인민공화국에서 출판하였다. 한국 전쟁 발발 이후 잠시 서울로 와 이전에 만났던 문인들과 교류하였다. 알려진 오장환의 마지막 작품은 《조선여성》 1951년 5월호에 실린 〈시골길〉로, 그는 건강이 악화되어 1951년 한국 전쟁 중 사망한 것으로 알려져 있다.

## 작품
시집으로는 《성벽》(1937년), 《헌사》(1939년), 《병든 서울》(1946년), 《나 사는 곳》(1947년), 《붉은 기》(1950년) 등이 있다. 이 중 《병든 서울》은 조정래의 역사소설 《태백산맥》에 발췌되었다. 1982년 군산에서 발생한 간첩 날조 사건인 오송회 사건은 고교 교사들이 《병든 서울》을 돌려 읽은 것이 발단이 된 것이다.

## 참고 문헌
- 도종환 (2005년 12월). 《오장환 시 연구》 (박사학위논문). 충남대학교. 2019년 6월 30일에 확인함.
- 오장환 (2018). 《오장환 전집 제2권 산문》. 서울: 솔출판사. ISBN 9791160200638.
- 《한국일보》 (2005.12.13) 시인공화국 풍경들-고종석의 詩集산책 (41) 吳章煥의 '병든 서울'
- 《보은미래신문》 (2005.5.13) 오장환문학제추진위원장 도종환 시인 - “1930년대 말 ‘문단의 새로운 왕’이란 칭호를 듣던 오장환 시인”